# Kazo
Kazo (加須市?, Kazo-shi) è una città giapponese della prefettura di Saitama.

## musei
museo wakui